# Amaxia pseudamaxia
Amaxia pseudamaxia là một loài bướm đêm thuộc phân họ Arctiinae, họ Erebidae.